# Tamakeri
Le Tamakeri (玉蹴り) (lit. coup dans les testicules) est un fétichisme sexuel durant lequel une femme ou un homme donne un coup de genou, de poing, agrippe ou fait tourner les testicules d'un homme[réf. nécessaire]. Cet acte est souvent montré dans les films d'horreur japonais.

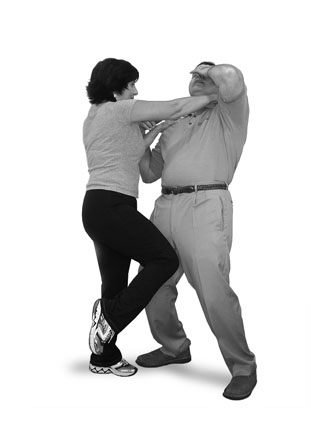
Une femme donne un coup de genou dans les testicules d'un homme.

Les vidéos Tamakeri se focalisent principalement sur les hommes masochistes pour lesquels l'idée de souffrir des testicules est sexuellement stimulant. Dans les vidéos tamakeri pornographiques, les attaques répétées des parties génitales sont invariablement suivies d'une activité sexuelle.
Bien que ce genre appelle les hommes en général, certaines femmes prennent leur place au Japon et partout ailleurs. Certaines actrices sont jeunes, voire mannequins, qui apparaissent occasionnellement dans ces vidéos. Les acteurs sont souvent masochistes et sont appelés à s'entraîner avant le tournage des vidéos.